# Rhyacophila nagongpa
Rhyacophila nagongpa är en nattsländeart som beskrevs av Schmid 1970. Rhyacophila nagongpa ingår i släktet Rhyacophila och familjen rovnattsländor. Inga underarter finns listade i Catalogue of Life.